# Stanisław Sokołowski (leśnik)
Stanisław Sokołowski senior (ur. 19 października 1865 w Młoszowej koło Chrzanowa, zm. 31 sierpnia 1942 w Zakopanem) – pionier polskiego leśnictwa, rzecznik utworzenia Tatrzańskiego Parku Narodowego.

## Życiorys
W Krakowie ukończył Seminarium Nauczycielskie, później z powodu braku pieniędzy na kontynuację nauki pracował przez 13 lat jako robotnik leśny. W wieku 26 lat zdał eksternistycznie maturę, a następnie odbył studia akademickie w Wiedniu w niem. Hochschule für Bodencultur (1893–1896), co było możliwe dzięki finansowemu wsparciu rodziny żony.
Po powrocie do kraju pracował w Krajowej Szkole Gospodarstwa Leśnego we Lwowie, później w Akademii Rolniczej w Dublanach. Równocześnie prowadził wykład w Szkole Politechnicznej we Lwowie. W 1904 roku otrzymał stanowisko profesora Wyższej Szkoły Leśnej we Lwowie (w latach 1913-1919 był jej dyrektorem), a w 1919 objął katedrę leśnictwa na Uniwersytecie Jagiellońskim. W 1924 wybrany został na dziekana Wydziału Leśnego UJ. W latach 1920–1928 był również nauczycielem w Średniej Szkole Rolniczej w Czernichowie. W 1931 roku został członkiem Polskiej Akademii Umiejętności. W latach 20. wykładał także w SGGW w Warszawie i na Uniwersytecie Poznańskim.
Otrzymał także godność doktora honoris causa UJ (1932) oraz Szkoły Głównej Gospodarstwa Wiejskiego w Warszawie (1934). Był doradcą naukowym majątków leśnych Polskiej Akademii Umiejętności i Fundacji Kórnickiej.
Już w latach 20. postulował utworzenie na terenie Tatr parku narodowego oraz ochronę tatrzańskich lasów. Od 1920 roku był członkiem Państwowej Rady Ochrony Przyrody.
W 1902 wybudowano dla niego willę „Ornak” przy ul. Grunwaldzkiej 20 w Zakopanem. Na stałe osiadł w niej w 1935 roku, kiedy przeszedł na emeryturę. Z małżeństwa z góralką Agnieszką z Walczaków miał sześcioro dzieci, którymi byli:
- Marian (1894–1939) – botanik, profesor Szkoły Głównej Gospodarstwa Wiejskiego, taternik, alpinista,
- Adam Sokołowski (1898–1984) – lekarz, profesor Uniwersytetu Jagiellońskiego, taternik,
- Stanisław (1900–1990) – geolog, profesor Instytutu Geologicznego w Warszawie,
- Witold (1902–1989) – taternik,
- Jan Seweryn (1904–1953) – malarz, profesor Akademii Sztuk Pięknych w Warszawie, taternik,
- Zofia (ur. 1909)[4].

W 1912 oraz w latach 1914–17 był prezesem Polskiego Towarzystwa Przyrodników im. Kopernika. Według stanu z 1914 był członkiem rady nadzorczej Własnego Galicyjskiego Zakładu Kredytowego oraz zastępcą zarządcy składnicy wód mineralnych krajowych Krajowego Związku Zdrojowisk i Uzdrowisk we Lwowie. Ponadto był członkiem korespondentem PAU, członkiem Galicyjskiego Towarzystwa Leśnego oraz prezesem Polskiego Towarzystwa Leśnego.
Jest pochowany na Cmentarzu Zasłużonych na Pęksowym Brzyzku w Zakopanem (kw. L-I-2). W 1965 roku w stulecie urodzin w Dolinie Białego w Tatrach utworzono rezerwat przyrodniczy jego imienia. Na willi „Ornak” umieszczona została tablica upamiętniająca Sokołowskiego.

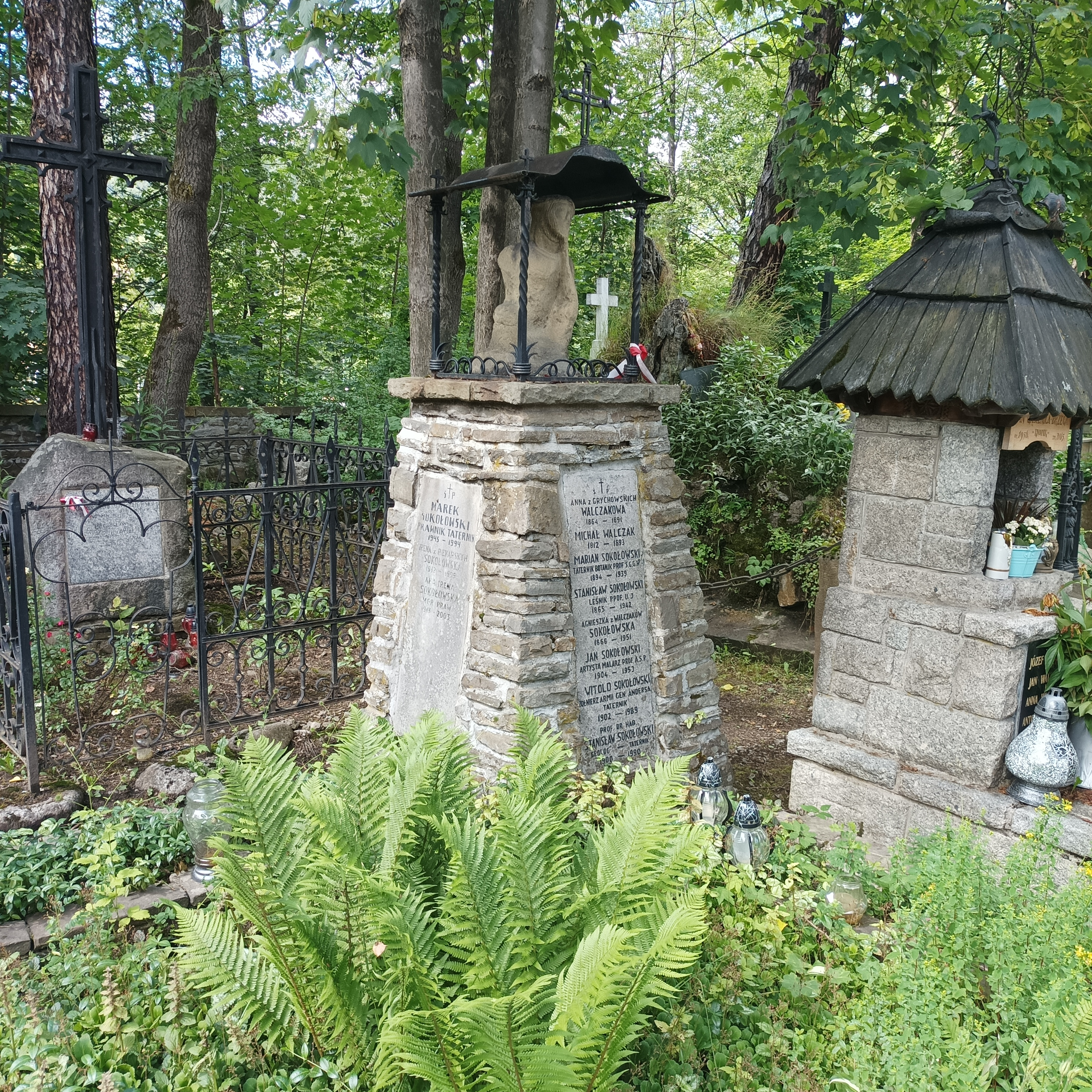
Grób Stanisława Sokołowskiego na Cmentarzu na Pęksowym Brzyzku

## Publikacje
- W obronie lasów, [w:] „Sylwan” 25/1907,
- Hodowla lasu, 3 wydania, Lwów 1912-1930,
- W obronie lasów tatrzańskich, [w:] „Rzeczpospolita” 320/1922,
- Tatry jako Park Narodowy, Kraków 1923,
- Z krainy regli, [w:] „Wierchy” 1/1923,
- Budowa roślin drzewiastych, Lwów 1927,
- Prace biometryczne nad rasami sosny zwyczajnej (Pinus silvestris) na ziemiach Polski, Kraków 1931,
- Las tatrzański, Zakopane 1936[4].

## Ordery i odznaczenia
- Krzyż Komandorski Orderu Odrodzenia Polski – 2 maja 1923 „w uznaniu zasług, położonych dla Rzeczypospolitej Polskiej na polu nauki w dziedzinie leśnictwa”[8][9]